# Phare de la péninsule du Scorpion
Le phare de la péninsule du Scorpion (en espagnol : Faro Península Alacrán) est un phare actif situé sur la péninsule du Scorpion du port d'Arica (Province d'Arica, dans la Région d'Arica et Parinacota au Chili.
Il est géré par le Service hydrographique et océanographique de la marine chilienne.

## Description
Le phare actuel, qui a remplacé celui de 1913, est un tourelle cylindrique en fibre de verre à claire-voie, avec une galerie et une lanterne de 8 m de haut. La tour est peinte en  blanc avec une bande rouge centrale.Il émet, à une hauteur focale de 23 m, un  éclat blanc de 0.5 seconde par période de 15 secondes. Sa portée est de 19 milles nautiques (environ 35 km). 
Identifiant : ARLHS : CHI-061 - Amirauté : G1384 - NGA : 111-1012 .

## Caractéristique dufeu maritime
Fréquence : 15 secondes (W)
- Lumière : 0.5 seconde
- Obscurité : 14.5 secondes

|                       |
| Péninsule du Scorpion |

### Lien connexe
- Liste des phares du Chili